# Esper Mami
Esper Mami (яп. エスパー魔美 Мами-экстрасенс) — манга, созданная Фудзико Фудзио в 1977 году. Выходила в журнале Shōnen Big Comic. Позже на основе сюжета манги был выпущен аниме-сериал, который транслировался по телеканалу TV Asahi с 7 апреля 1987 по 26 октябрь 1989. В 1988 году был выпущен полнометражный мультфильм.

## Сюжет
Мами Сакура когда-то была обыкновенной ученицей младшей школы. Однажды она приобрела сверхспособности. Теперь со своим лучшим другом Такахатой Мами борется с паранормальными явлениями. Она может, используя «Телепортацию Гун», телепотироваться в любое место. Также Мами помогает людям, используя телекинез и телепатию.

## Список персонажей
- Мами Сакура (яп. 佐倉魔美)

Сэйю: Кэйко Ёкодзава
Главная героиня сериала. Была ученицей «высшей школы Тобита» в пригороде Токио. Внезапно в ней пробуждается сила, и она использует её для добрых дел. Мами довольно небрежная и назойливая. В школе не очень хорошо учится и по дому плохо справляется. Отец иногда рисует её обнажённой. Мами как и отец хочет стать художником. Она хотела признаться в том, что обладает суперсилой, но вместо этого рассказала, что её французские предки охотились на ведьм. Часто в сериале появляется в голом виде.
- Кадзуо Такахата (яп. 高畑和夫)

Сэйю: Хироюки Сибамото
Школьник «высшей школы Тобита». Сначала он думал, что и у него есть сверхъестественные способности. Такахата настоящий гений. Несмотря на то, что безумно любит бейсбол, ужасно в него играет. Он всегда помогает и поддерживает Мами как её лучший друг.
- Компоко (яп. コンポコ)

Сэйю: Ёко Огай
Соседская собака, которая больше похожа на лису или уссурийского енота. Любимый питомец Мами. Он любит жареный тофу и часто кричит «Фуянфуян!». В какой-то момент кажется, что он понимает человеческий язык.
- Дзюро Сакура (яп. 佐倉十朗)

Сэйю: Хироси Масуока
Отец Мами. Он художник. Его картины часто бывают на выставках, однако плохо продаются. Он также преподаватель по искусству в старших классах средней школы. Часто напевает песни, когда рисует картину. Нахоко неуклюжий, любит маринованный редис и курит трубку. Его дед женился на французской женщине — живописце, а также участвовал в эвакуации школьников из Яманаси во время воины, позже попал в Америку, где были антияпонские настроения, и терпел на себе издевательства. Нахоко называет свою дочь «Мами-Ко» (королевский титул т.е царица Мами). У него есть младшие братья по имени Хуакуро и Итиро.
- Наоко  Сакура (яп. 佐倉菜穂子)

Сэйю: Ёсико Сакакибара
Мама Мами. Она человек высокой морали и работает в иностранном отделе журнального издательства AsauriNewspaper.
- Хосоя (яп. 細矢さん Hosoya-san)

Сэйю: Юми Накатани
Она живёт в том же районе, где и семья Мами. Любит сплетничать.
- Норико (Нон-тян) Сакурай (яп. 桃井のり子)

Сэйю: Юрико Футидзаки
Одна из подружек Мами. В кругу друзей её называют Нон-тян. Она очень весёлая и оптимистичная. Любит готовить и часто кормит Мами и Такабату.
- Сатико Мамия

Сэйю: Хироко Эмори
Одна из подружек Мами. В кругу друзей её называют Саттян. Самая спокойная из всех. Сатико также является девушкой Такэнаги.
- Сатору Такэнага (яп. 竹長悟)

Сэйю: Нодзому Сасаки
Одноклассник и парень Мами. Он играет в одной бейсбольной команде с Такабатой. У него есть сильное чувство справедливости. Таору также является членом клуба новостных журналов.
- Цубуёси Банно (яп. 番野兆治)

Сэйю: Ёку Сиоя
Преступник. Когда его шайка нападала на Такабату, Мами впервые использовала свои способности и спасла друга.
- Такаси Тамияма (яп. 富山高志)

Сэйю: Ёсикадзу Хирано
Одноклассник Мами. Носит очки и слушает классическую музыку.
- Арихара

Сэйю: Хиротака Судзуоки
Главный член кино-клуба школы Тобита. Он планировал сделать фильм под названием «Прозрачный Дракула», и хотел, чтобы Мами появилась там в одной сцене обнажённой
- Сохэи Куросава (яп. 黒沢庄平)

Заместитель директора кино-клуба Тобита. Когда был занят фотографированием, то уловил, как Мами использует свою силу. Он стал верить, что Мами экстрасенс, и начал следить за ней. Его отец является директором первой бизнес компании Токио.
- Таэко Куроюки (яп. 黒雪妙子)

Подруга детства Такабаты. Называет его «Кадзуо». Она любит дискотеки и спиртные напитки.

## Сила Мами
Самой главной особенностью Мами является телекинез. Кроме того, она обладает способностью к левитации (может летать и поднимать в воздух другие объекты). Может также телепортироваться, хотя часто при телепортации сталкивается с другими объектами и людьми. Такахата создал специальный «пистолет-телепорт», с помощью которого Мами сможет видеть, куда попадает.